# Nemobius elegans
Nemobius elegans är en insektsart som beskrevs av Otte, D. 2006. Nemobius elegans ingår i släktet Nemobius och familjen syrsor. Inga underarter finns listade i Catalogue of Life.